# Jacopo Bertaldo
Jacopo Bertaldo (... – 3 aprile 1315) è stato un giurista e vescovo cattolico italiano.
La prima notizia sul suo conto è del 14 dicembre 1276 quando, in un atto notarile, viene classificato come notaio e prete della chiesa di San Pantalon a Venezia. Altri documenti stilati tra il 1279 e il 1308 lo indicano attivo sempre nella medesima parrocchia. Non trova conferme, invece, la notizia che lo vorrebbe pievano a partire dal 1310 circa.
Nel 1298 e nel 1313 è ricordato come cancelliere ducale. Il 26 agosto 1313 è citato per la prima volta come vescovo di Veglia, carica che avrebbe mantenuto fino alla morte: si fregiava dello stesso titolo anche nel suo testamento (10 settembre 1314) e nell'epigrafe sepolcrale, a San Pantalon, distrutta con la tomba durante dei restauri.
Bertaldo ha scritto lo Splendor Venetorum civitatis consuetudinum, opera di giurisprudenza iniziata nel 1311 e rimasta incompiuta alla morte dell'autore. Si tratta di un manuale indirizzato a chi svolge quotidianamente attività forense ed è diviso in due parti: la prima, molto breve, tratta l'amministrazione della giustizia veneziana, indicandone le consuetudini e gli organi (le cosiddette Curiae); la seconda, ben più corposa, si dedica a descrivere le competenze della sola Curia proprii.
Si presume che l'opera dovesse in realtà occuparsi di tutte le curie giudiziali istituite in seno alla Repubblica di Venezia, escludendo solo quelle dell'"esaminador" e del "Consiglio minore". Nonostante la sua incompletezza, lo Splendor resta una fonte fondamentale per la storia del diritto veneziano.

## Opere
- (LA) Splendor Venetorum Civitatis Consuetudinum, Bologna, 1901.